# 29837 Savage
29837 Savage este un asteroid din centura principală de asteroizi.

## Descriere
29837 Savage este un asteroid din centura principală de asteroizi. A fost descoperit pe 21 martie 1999 la Prescott (Arizona) de Paul G. Comba. Asteroidul prezintă o orbită caracterizată de o semiaxă mare de 3,00 ua, o excentricitate de 0,10 și o înclinație de 10,4° în raport cu ecliptica.